# جريمة كاملة
جريمة كاملة (بالإنجليزية: A Perfect Murder)‏ هو فيلم جريمة إثارة أمريكي من إخراج أندرو دايفيز وبطولة مايكل دوغلاس، جوينيث بالترو وفيجو مورتينسين. صدر الفيلم في 5 يونيو 1998.